# 二十世纪通鉴
《二十世纪通鉴》，是2002年由线装书局出版，二十世纪通鉴编辑委员会负责编著的一部通鉴体例的史书。。

## 内容介绍
《二十世纪通鉴》全书共5册，主要叙述了从1901年开始到2000年共一百年的中国历史，本书使用通鉴体例来编写。历经清朝、中华民国和中华人民共和国，记载二十世纪中国的政治、经济、军事、外交、文化、吏治等多方面的历史。该书并在2003年获得“第六届国家图书奖”提名奖。。